# Пеперга
Пеперга (нід. Peperga) — село в нідерландській провінції Фрисландія. Входить до муніципалітету Вестстеллінгверф.
Його площа становить 3,15км², а населення станом на 2021 рік складало 90 осіб.

## Визначні уродженці
- Пітер Стаувесант (1592–1672) — останній генерал-губернатор голландських володінь у Північній Америці[2]

## Галерея

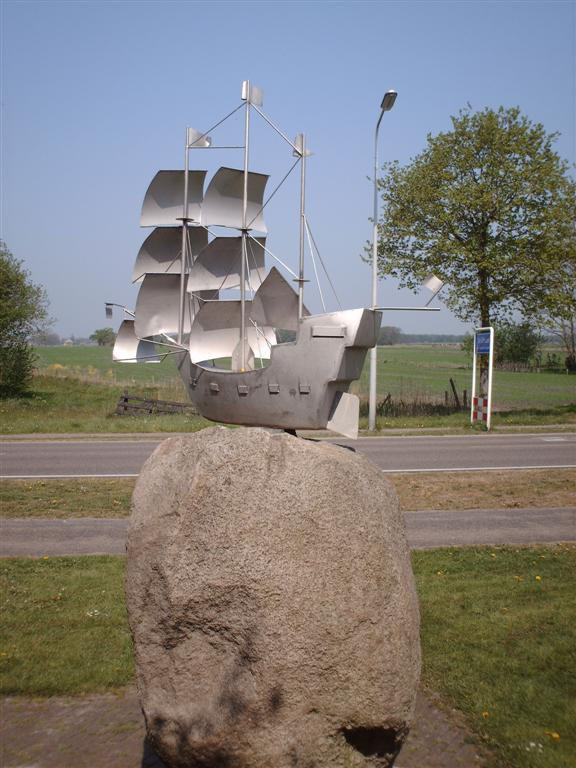
Пам'ятник Пітеру Стаувесанту